# البدع الشرقیه
البدع الشرقیه یک منطقهٔ مسکونی در قطر است که در شهرداری دوحه واقع شده‌است.